# Herrarnas sprint i längdskidåkning vid världsmästerskapen i nordisk skidsport 2015
Herrarnas sprint vid VM i Falun 2015 avgjordes på Riksskidstadion Lugnet i Falun. Petter Northug från Norge vann den och tog sitt första mästerskapsguld i sprint. Tvåa slutade Alex Harvey från Kanada och Ola Vigen Hattestad från Norge blev trea.

### Fotnoter
1. ↑  Petra Thorén, Fredrik Jönsson, Malin Wahlberg (19 februari 2015). ”Northug tog VM-guld i sprint”. Sportbladet. http://www.aftonbladet.se/sportbladet/vintersport/skidor/article20344216.ab. Läst 9 januari 2017.